# Sobralia malmiana
Sobralia malmiana är en orkidéart som beskrevs av Guido Frederico João Pabst. Sobralia malmiana ingår i släktet Sobralia och familjen orkidéer. Inga underarter finns listade i Catalogue of Life.